# بخش سوراژسکی
بخش سوراژسکی (به لاتین: Surazhsky District) یک منطقهٔ مسکونی در روسیه است که در استان بریانسک واقع شده‌است.